# Eleições legislativas nos Estados Federados da Micronésia (2007)
As eleições legislativas de 2007 nos Estados Federados da Micronésia realizaram-se no dia 6 de Março de 2007. 
Competiram 35 candidatos para os 14 lugares no Congresso da Micronésia. 
Só foram eleitos candidatos sem filiação partidária, num país sem partidos políticos estabelecidos.

## Resultados
| Candidatos              | Assentos |
| ----------------------- | -------- |
| Sem filiação partidária | 14       |
| Total                   | 14       |

## Ligação externa
- Candidates for the election